# Łazienowski Potok
Łazienowski Potok – potok, lewy dopływ Lepietnicy.
Zlewnia potoku znajduje się w Gorcach, poza granicami Gorczańskiego Parku Narodowego. Potok ma dwa cieki źródłowe w lesie na północnych zboczach grzbietu Bukowiny Obidowskiej opadającego do Klikuszowej. Wypływają w dolinkach wciosowych na wysokości 840 m i 830 m. Łączą się z sobą na wysokości około 737 m. Od tego miejsca potok płynie jednym korytem, początkowo na północ, potem zakręca na zachód. W zabudowanym obszarze Klikuszowej uchodzi do Lepietnicy na wysokości około 705 m.
Górna część zlewni Łazienowskiego Potoku to porośnięte lasem stoki górskie, środkowa pola uprawne, a dolna obszary zabudowane. Cały bieg potoku znajduje się we wsi Klikuszowa w województwie małopolskim, w powiecie nowotarskim, w gminie Nowy Targ.